# Natação nos Jogos Asiáticos da Juventude de 2009
As competições de natação nos Jogos Asiáticos da Juventude de 2009 ocorreram entre 2 e 6 de julho. Trinta e dois eventos foram disputados.

## Calendário
| Junho/Julho | 20 | 22 | 24 | 27 | 29 | 30 | 1 | 2 | 3 | 4 | 5 | 6 | 7 | Finais |
| ----------- | -- | -- | -- | -- | -- | -- | - | - | - | - | - | - | - | ------ |
| Natação     |    |    |    |    |    |    |   | 4 | 7 | 7 | 7 | 7 |   | 32     |

## Quadro de medalhas
| Ordem | País          | Medalha de ouro | Medalha de prata | Medalha de bronze |    |
| ----- | ------------- | --------------- | ---------------- | ----------------- | -- |
| 1     | Coreia do Sul | 11              | 12               | 5                 | 28 |
| 2     | China         | 5               | 5                | 7                 | 17 |
| 3     | Singapura     | 5               | 2                | 5                 | 12 |
| 4     | Hong Kong     | 3               | 6                | 4                 | 13 |
| 5     | Kuwait        | 3               | 2                | 3                 | 9  |
| 6     | Cazaquistão   | 3               | 2                | 1                 | 6  |
| 7     | Tailândia     | 2               | 1                | 1                 | 4  |
| 8     | Tailândia     | 1               | 1                | 1                 | 3  |
| 9     | Taipé Chinesa |                 |                  | 4                 | 4  |
| 10    | Uzbequistão   |                 |                  | 1                 | 1  |
| TOTAL | TOTAL         | 33              | 31               | 32                | 96 |

## Medalhistas

### Masculino
| Evento                    | Ouro                                                | Prata                           | Bronze                              |
| 50m livre (detalhes)      | HKG Hong Kong Lum Ching Tat                         | CHN China Sun Yuchen            | CHN China Liu Chang                 |
| 100m livre (detalhes)     | HKG Hong Kong Lum Ching Tat                         | KUW Kuwait Abdullah Althuwaini  | IND Índia Agnel Dsouza Aaron        |
| 200m livre (detalhes)     | IND Índia Agnel Dsouza Aaron                        | KOR Coreia do Sul Jung Wonyong  | KOR Coreia do Sul Kwon Oh Kook      |
| 400m livre (detalhes)     | KOR Coreia do Sul Kwon Oh Kook                      | CHN China Lang Yuanpeng         | KUW Kuwait Bouland Bolland          |
| 50m peito (detalhes)      | CHN China Sun Yuchen                                | CHN China Wang Ximing           | SIN Singapura Khoo Chien Yin Lionel |
| 100m peito (detalhes)     | CHN China Wang Ximing THA Tailândia Nuttapong Ketin | Nenhuma                         | KOR Coreia do Sul Gil Byeonghwi     |
| 200m peito (detalhes)     | THA Tailândia Nuttapong Ketin                       | KOR Coreia do Sul Gil Byeonghwi | KOR Coreia do Sul Jung Wonyong      |
| 50m costas (detalhes)     | KUW Kuwait Abdullah Althuwaini                      | KAZ Cazaquistão Ruslan Baimanov | HKG Hong Kong Chung Lai Yeung       |
| 100m costas (detalhes)    | KUW Kuwait Abdullah Althuwaini                      | KAZ Cazaquistão Ruslan Baimanov | SIN Singapura Ng Kai Wee Rainer     |
| 200m costas (detalhes)    | KUW Kuwait Abdullah Althuwaini                      | KOR Coreia do Sul Jung Wonyong  | TPE Taipé Chinês Lin Shih-Chieh     |
| 50m borboleta (detalhes)  | KOR Coreia do Sul Chang Gyucheol                    | KUW Kuwait Salman Qali          | HKG Hong Kong Ng Chun Nam Derick    |
| 100m borboleta (detalhes) | KOR Coreia do Sul Chang Gyucheol                    | KOR Coreia do Sul Yoo Kyusang   | KUW Kuwait Yousef Alaskari          |
| 200m borboleta (detalhes) | KOR Coreia do Sul Chang Gyucheol                    | KOR Coreia do Sul Yoo Kyusang   | KUW Kuwait Yousef Alaskari          |
| 200m medley (detalhes)    | KOR Coreia do Sul Jung Wonyong                      | KOR Coreia do Sul Gil Byeonghwi | THA Tailândia Nuttapong Ketin       |
| 4x100m livre (detalhes)   | HKG Hong Kong                                       | KOR Coreia do Sul               | CHN China                           |
| 4x100m medley (detalhes)  | KOR Coreia do Sul                                   | CHN China                       | SIN Singapura                       |

### Feminino
| Evento                    | Ouro                               | Prata                                  | Bronze                              |
| 50m livre (detalhes)      | SIN Singapura Quah Ting Wen        | SIN Singapura Lim Xiang Qi Amanda      | HKG Hong Kong Au Hoi Shun Stephanie |
| 100m livre (detalhes)     | SIN Singapura Quah Ting Wen        | SIN Singapura Lim Xiang Qi Amanda      | KOR Coreia do Sul Kim Junghye       |
| 200m livre (detalhes)     | SIN Singapura Quah Ting Wen        | KOR Coreia do Sul Kim Junghye          | KOR Coreia do Sul Kim Seoyeong      |
| 400m livre (detalhes)     | SIN Singapura Lim Shu En Lynette   | THA Tailândia Sriphanomthorn Benjaporn | HKG Hong Kong Au Hoi Shun Stephanie |
| 50m peito (detalhes)      | CHN China Wang Chang               | KOR Coreia do Sul Jung Haeun           | SIN Singapura Ho Ru'En Roanne       |
| 100m peito (detalhes)     | KOR Coreia do Sul Jung Haeun       | HKG Hong Kong Kong Man-Yi Yvette       | CHN China Wang Chang                |
| 200m peito (detalhes)     | KAZ Cazaquistão Yuliya Litvina     | HKG Hong Kong Kong Man-Yi Yvette       | CHN China Wang Chang                |
| 50m costas (detalhes)     | KAZ Cazaquistão Yekaterina Rudenko | HKG Hong Kong Lau Yin Yan Claudia      | TPE Taipé Chinês Chen Ting          |
| 100m costas (detalhes)    | KAZ Cazaquistão Yekaterina Rudenko | HKG Hong Kong Lau Yin Yan Claudia      | UZB Uzbequistão Yulduz Kuchkarova   |
| 200m costas (detalhes)    | KOR Coreia do Sul Kang Yeong-Seo   | HKG Hong Kong Lau Yin Yan Claudia      | TPE Taipé Chinês Chen Ting          |
| 50m borboleta (detalhes)  | CHN China Liu Lan                  | KAZ Cazaquistão Elmira Aigaliyeva      | HKG Hong Kong Chan Kin Lok          |
| 100m borboleta (detalhes) | KOR Coreia do Sul Kim Seoyeong     | KOR Coreia do Sul Yoo Giyeon           | CHN China Liu Lan                   |
| 200m borboleta (detalhes) | CHN China Liu Lan                  | IND Índia Magavi Arhatha               | CHN China Zhang Qi                  |
| 200m medley (detalhes)    | KOR Coreia do Sul Kim Seoyeong     | CHN China Chen Xiaojun                 | TPE Taipé Chinês Hsieh Chih-Lin     |
| 4x100m livre (detalhes)   | SIN Singapura                      | KOR Coreia do Sul                      | CHN China                           |
| 4x100m medley (detalhes)  | KOR Coreia do Sul                  | HKG Hong Kong                          | SIN Singapura                       |